# Кесеџи Чифлик
Кесеџи Чифлик (грч. Σιδηροχώρι, Сидирохори) је насељено место у општини Синтика у периферији Средишња Македонија, Грчка. Према попису из 2021. године било је 64 становника.
Према бугарском географу и историчару, Василу Канчову, у Кесеџи Чифлику је 1900. године живело 180 Словена хришћана. Од 1923. до 1924. године словенско становништво је принудно исељено у Бугарску (152 особе) а на њихово место је насељено 34 грчких избегличких породица, којих је на попису из 1928. године било 183.